# Âne normand
L’âne normand est une race d’âne originaire de l'ouest de la France, et plus particulièrement de la région Normandie. C’est un âne de petite taille assez trapu. Sa robe est baie à baie brune et présente une « croix de saint André ». Cette race, utilisée autrefois pour le transport des bidons de lait en Normandie, dans les travaux de maraîchage et aux fêtes de village, sert de nos jours pour les loisirs et le tourisme. La race a été reconnue par le ministère de l’Agriculture le 20 août 1997. L'« Association de l'Âne Normand » est l'association de la race gérant le stud-book et assurant sa promotion.

## Histoire

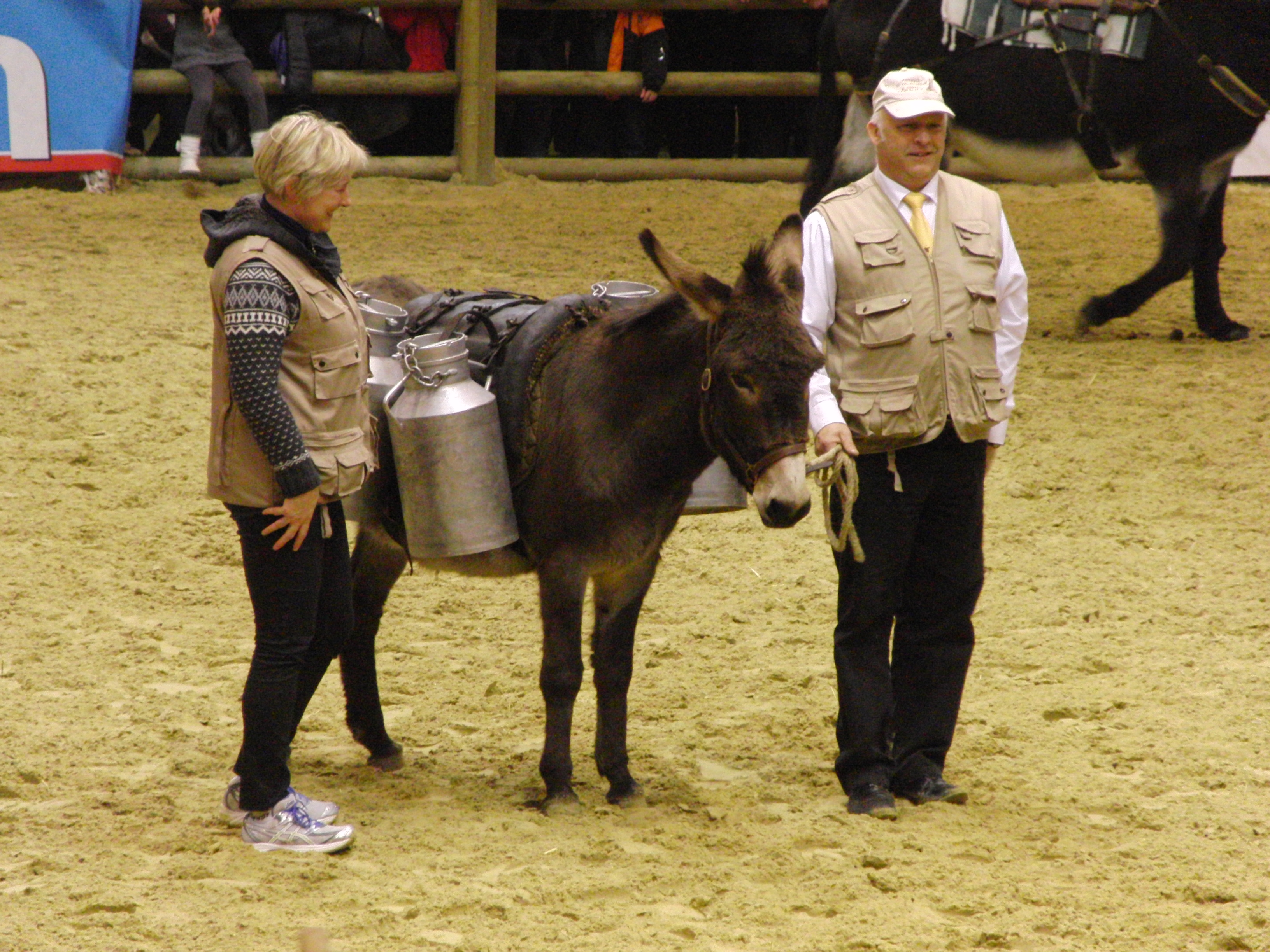
Âne normand présenté au salon de l'agriculture.

Le berceau de la race se situe dans le Calvados, la Manche, l'Orne, l'Eure et la Seine-Maritime, ainsi qu'en Mayenne et dans la Sarthe. Équipé d'un bât en peau de cochon, l'âne normand était utilisé au XIXe siècle pour transporter le lait, et une fermière le montait en amazone. Il pouvait aussi être attelé à un bidon géant sur roue, qui s'appelle la godaine, ou utilisé pour les travaux de maraîchage. La race fut reconnue par le Ministère de l'Agriculture le 20 août 1997. En 1998, seuls 225 individus étaient reconnus et identifiés comme ânes normands.

## Description

### Morphologie

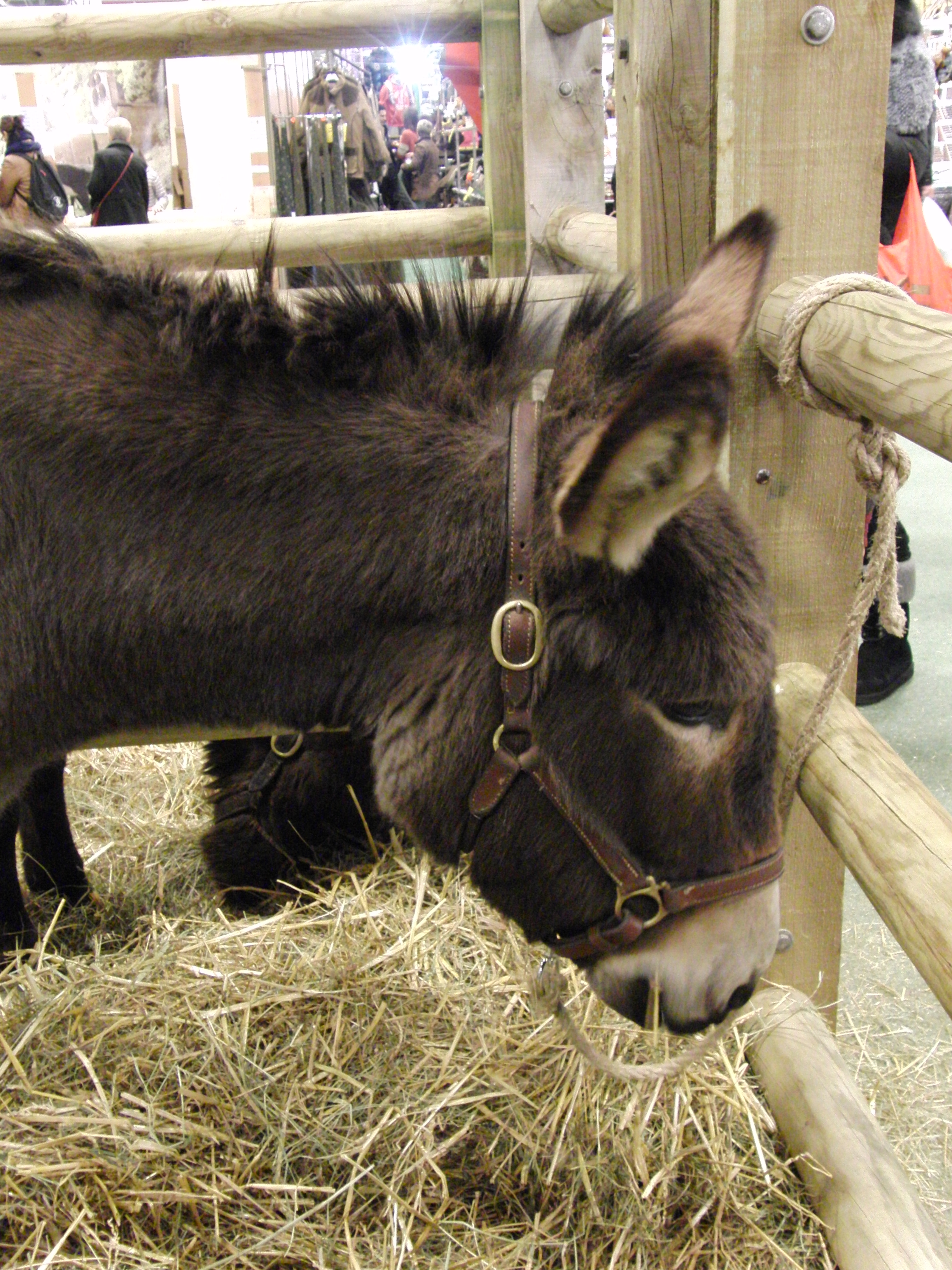
Tête d'un âne normand au Salon international de l'agriculture à Paris en 2013.

C'est un âne petit et trapu, à la physionomie plutôt douce.
Il mesure généralement entre 1,10 m et 1,25 m. Sa tête a un chanfrein rectiligne, de la couleur de la robe jusqu'à mi-chanfrein, de couleur gris blanc en dessous. Les oreilles sont bien verticales. L'œil est grand, les arcades légères et le regard vif. Son encolure est forte et épaisse avec une crinière droite ou tombante. Son poitrail est ouvert et son arrière-main est solide, ronde et épaisse. Le dos est tendu et musclé. Ses membres sont solides avec des articulations fortes et nettes, et des canons courts. Les sabots sont légers,.

### Robe
Sa robe varie du bai au bai foncé, avec bande cruciale, raie de mulet et parfois avec zébrures sur les membres. Les robes grises ne sont pas admises. Son ventre est gris blanc, le bout de son nez est noir ou gris foncé. Ses yeux portent des « lunettes » gris blanc et sont parfois cernés de roux,.

## Utilisations

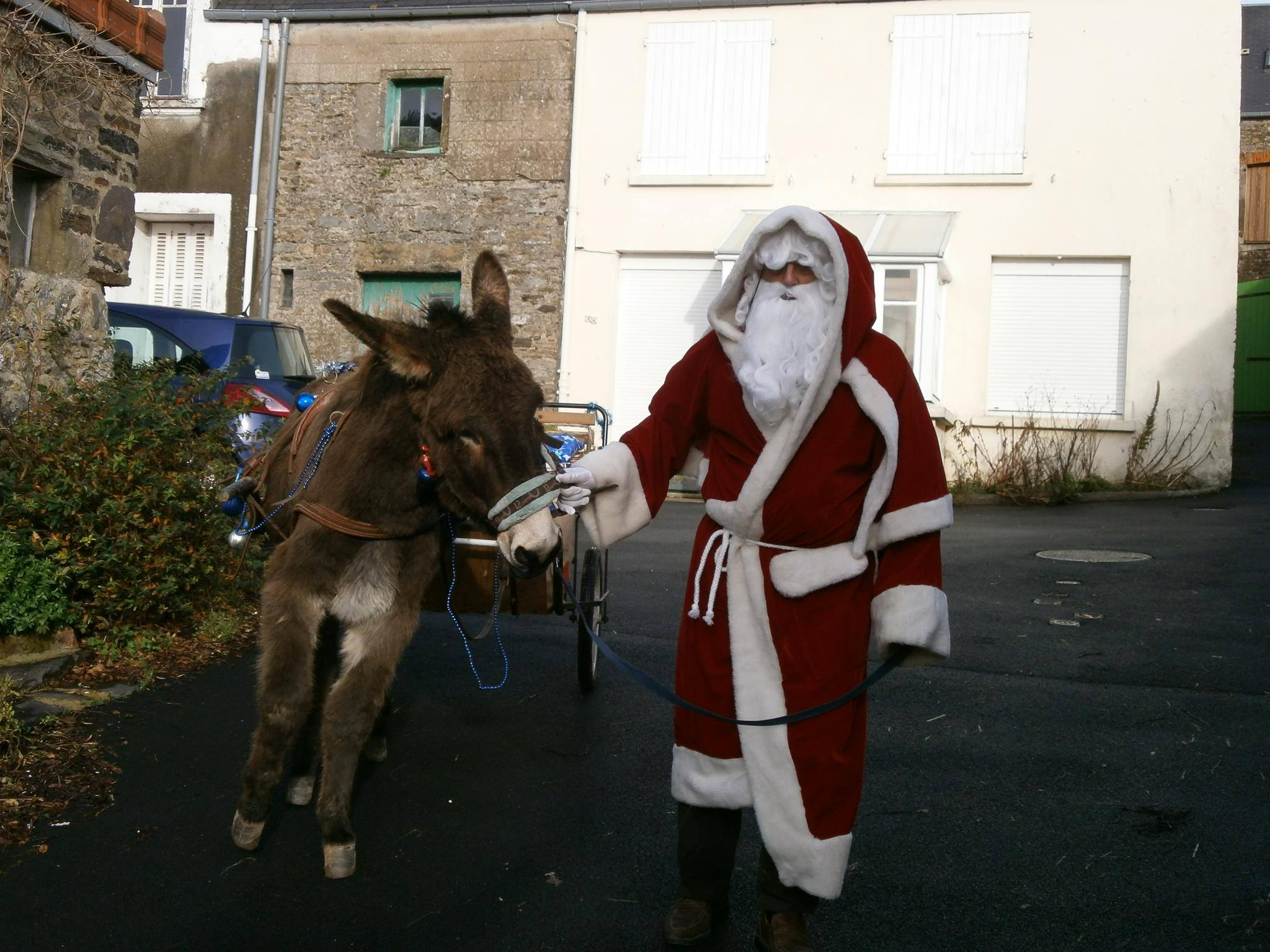
L'âne normand est utilisé pour les loisirs et les fêtes.

De nos jours, l'âne normand est réutilisé par les fermiers bio pour les travaux de maraîchage. Son pas léger est apprécié. Les fermes maraîchaires qui livrent aux particuliers des paniers de légumes pour la semaine, ont de plus en plus recours à sa traction animale. Mais il est aussi utilisé dans les randonnées d'ânes bâtés, et en attelage.

## Diffusion de l'élevage

Logo de l'« Association de l’Âne Normand ».

L'« Association de l'Âne Normand » est l’association nationale de race qui gère l'âne normand. Fondée en 1993, elle a pour but de sauvegarder, défendre et promouvoir la race, développer et conseiller les élevages, gérer le livre généalogique, mais aussi fédérer et aider éleveurs et utilisateurs de l'âne normand.
L'élevage d'ânes normands est très présent dans le berceau de la race, qui est très étendu, puis qu'il recouvre les cinq départements de la Normandie et deux départements des Pays de la Loire (la Mayenne et la Sarthe),. En 2006, la population d'ânes normands est estimée à environ 900 sujets sur le territoire français. On dénombre 25 éleveurs d'ânes normands en activité en France en 2013. Cette même année, on recense 39 naissances d'ânes normands, soit 6 % du total des naissances asines. On compte également 17 baudets en activité et 62 ânesses saillies.
| Année                          | 2006 | 2007 | 2008 | 2009 | 2010 | 2011 | 2012 | 2013 |
| ------------------------------ | ---- | ---- | ---- | ---- | ---- | ---- | ---- | ---- |
| Nombre de naissances en France | 83   | 94   | 65   | 80   | 59   | 68   | 54   | 39   |

En 2023, il est considéré par l'Institut national de recherche pour l'agriculture, l'alimentation et l'environnement (INRAE) comme une race asine française menacée d'extinction.